# 1480

## Události
- Francouzský šlechtic Mathurin de Montalais se stal pánem lesů Anjou
- Moskevské velkoknížectví přestalo platit tribut Zlaté hordě, čímž definitivně potvrdilo svou nezávislost.
- Dcera sultána Bayezida II., princezna Ayşe Sultan, byla ve věku 15 let provdána za Damata Guveyi Sinana Paşu. Manželství trvalo až do roku 1504, kdy Sinan zemřel.

### Probíhající události
- 1455–1487 – Války růží

## Narození
- 10. ledna – Markéta Habsburská, kněžna asturijská a vévodkyně savojská († 1. prosince 1530)
- 14. února – Fridrich II. Lehnický, lehnický a břežský kníže († 18. září 1547)
- 18. dubna – Lucrezia Borgia, dcera kardinála Rodriga de Borgia, pozdějšího papeže Alexandra VI. († 24. června 1519)
- ? – Pedro Damiano, portugalský šachový mistr († 1544)
- ? – Johann Georg Faust, německý potulný alchymista a astrolog († 1540)
- ? – Mikuláš Konáč z Hodiškova, český spisovatel a tiskař († 3. dubna 1546)
- ? – Lorenzo Lotto, italský renesanční malíř († 1556)
- ? – Fernão de Magalhães, portugalský mořeplavec († 27. dubna 1521)
- ? – Juan Bermúdez, španělský mořeplavec († 1570)
- ? – Kajetán z Tiene, katolický světec, zakladatel řádu theatinů († 1547)
- ? – Johannes Sylvius Egranus, německý teolog, humanista a reformátor († 1. června 1535)
- ? – Stanisław Samostrzelnik, polský cisterciácký mnich, malíř, iluminátor a miniaturista († 1541)
- ? – Anna z Foix a Candale, uherská, česká a chorvatská královna († 26. července 1506)

## Úmrtí
- 18. května – Jan Długosz, polský letopisec, diplomat a voják (* 1415)
- 10. července – René I. z Anjou, lotrinský vévoda, titulární král jeruzalémský a neapolský (* 1409)
- 20. listopadu – Eleonora Skotská, arcivévodkyně a tyrolská hraběnka (* 1433)
- Tristão Vaz Teixeira, portugalský mořeplavec a objevitel (* asi 1395)

## Hlavy států
- České království – Vladislav Jagellonský
- Svatá říše římská – Fridrich III.
- Papež – Sixtus IV.
- Anglické království – Eduard IV.
- Dánsko – Kristián I. Dánský
- Francouzské království – Ludvík XI.
- Polské království – Kazimír IV. Jagellonský
- Uherské království – Matyáš Korvín
- Litevské velkoknížectví – Kazimír IV. Jagellonský
- Norsko – Kristián I. Dánský
- Portugalsko – Alfons V.
- Švédsko – regent Sten Sture
- Rusko – Ivan III. Vasiljevič
- Kastilie – Isabela Kastilská
- Aragonské království – Ferdinand II. Aragonský